# Tamir Cohen
Tamir Cohen (Tel Aviv, Israel, 4 de marzo de 1984), exfutbolista israelí. Jugaba de volante y su último club fue el Hapoel Ra'anana AFC. Es hijo del también futbolista Avi Cohen.

## Selección nacional
Ha sido internacional con la Selección de fútbol de Israel, ha jugado 18 partidos internacionales.

## Clubes
| Club                | País       | Año       |
| ------------------- | ---------- | --------- |
| Maccabi Tel Aviv FC | Israel     | 2002-2007 |
| Maccabi Netanya FC  | Israel     | 2007-2008 |
| Bolton Wanderers    | Inglaterra | 2008-2011 |
| Maccabi Haifa       | Israel     | 2011-2013 |
| Hapoel Ra'anana AFC | Israel     | 2013-2014 |

## Palmarés

### Campeonatos nacionales
| Título                   | Club                | País   | Año  |
| ------------------------ | ------------------- | ------ | ---- |
| Premier League de Israel | Maccabi Tel Aviv FC | Israel | 2003 |
| Copa de Israel           | Maccabi Tel Aviv FC | Israel | 2005 |